# El Khoubna
El Khoubna (também escrito El Khobna) é uma vila na comuna de Taibet, no distrito de Taibet, província de Ouargla, Argélia.
A vila está localizada 2,5 quilômetros (1,6 milhas) a nordeste de Taibet e 33 quilômetros (21 milhas) a leste de Touggourt.